# Vine
Vine (транскр.  Вајн) била је апликација преко које су корисници могли да деле видео-клипове у трајању од шест секунди. Развили су је програмери из компаније Twitter октобра 2012, а објављена је у јануару 2013. године. Захваљујући услугама друштвеног умрежавања, клипови су могли да се објаве и на друштвеним мрежама. Клипови су углавном били забавног карактера, а било је и клипова остале садржине. До децембра 2015. апликација је имала 200 милиона активних корисника. У октобру 2016. онемогућено је постављање нових клипова, док је још увек било активно гледање и преузимање постојећих. Након гашења апликације, у јануару 2017. године, била је доступна архива свих претходно објављених клипова.